# هامبتون (جورجيا)
هامبتون (بالإنجليزية: Hampton, Georgia)‏ هي مدينة تقع في مقاطعة هينري، جورجيا بولاية جورجيا في الولايات المتحدة. تبلغ مساحة هذه المدينة 11.2 (كم²)، وترتفع عن سطح البحر 269 م، بلغ عدد سكانها 6987 نسمة في عام 2010 حسب إحصاء مكتب تعداد الولايات المتحدة.

## وصلات خارجية
- Cities & Counties - Georgia.gov